# Putnam megye (Missouri)
Putnam megye az Amerikai Egyesült Államokban, azon belül Missouri államban található. Megyeszékhelye és legnagyobb városa Unionville. Lakosainak száma 4681 fő (2020. április 1.). Putnam megye Appanoose, Sullivan, Schuyler, Adair, Mercer és Wayne megyékkel határos.

## Népesség
A megye népességének változása:
| Lakosok száma | 4969 | 4959 | 4927 | 4875 | 4858 | 4681 |
|               | 2010 | 2011 | 2012 | 2013 | 2015 | 2020 |